# Atletiek op de Olympische Zomerspelen 2012 – 4×100 meter mannen
De 4×100 meter mannen op de Olympische Zomerspelen 2012 in Londen vond plaats op 10 augustus (series) en 11 augustus 2012 (finale). Regerend olympisch kampioen was Jamaica.

## Records
Voorafgaand aan het toernooi waren dit het wereldrecord en het olympisch record.
| Wereldrecord     | Jamaica Nesta Carter Michael Frater Yohan Blake Usain Bolt  | 37,04 | Daegu  | 4 september 2011 |
| Olympisch record | Jamaica Nesta Carter Michael Frater Usain Bolt Asafa Powell | 37,10 | Peking | 22 augustus 2008 |

## Uitslagen

### Series

#### Serie 1
| Rang | Baan | Land                 | Atleten                                                              | Reactie tijd | Tijd  | Opmerkingen |
| ---- | ---- | -------------------- | -------------------------------------------------------------------- | ------------ | ----- | ----------- |
| 1    | 5    | Jamaica              | Nesta Carter Michael Frater Yohan Blake Kemar Bailey-Cole            | 0,163        | 37,39 | Q, SB       |
| 2    | 2    | Canada               | Gavin Smellie Oluseyi Smith Jared Connaughton Justyn Warner          | 0,152        | 38,05 | Q, SB       |
| 3    | 6    | Nederland            | Brian Mariano Churandy Martina Giovanni Codrington Patrick van Luijk | 0,162        | 38,29 | Q, NR, SB   |
| 4    | 7    | Brazilië             | Aldemir da Silva Junior Sandro Viana Nilson Andre Bruno de Barros    | 0,164        | 38,35 | SB          |
| 5    | 4    | China                | Guo Fan Liang Jiahong Su Bingtian Zhang Peimeng                      | 0,176        | 38,38 | NR          |
| 6    | 3    | Saint Kitts en Nevis | Lestrod Roland Jason Rogers Antoine Adams Brijesh Lawrence           | 0,167        | 38,41 | NR          |
| 7    | 8    | Italië               | Simone Collio Jacques Riparelli Davide Manenti Fabio Cerutti         | 0,207        | 38,58 | SB          |
|      | 1    | Groot-Brittannië     | Christian Malcolm Dwain Chambers Daniel Talbot Adam Gemili           | 0,145        | DSQ   |             |

#### Serie 2
| Rang | Baan | Land               | Atleten                                                                  | Reactie tijd | Tijd  | Opmerkingen |
| ---- | ---- | ------------------ | ------------------------------------------------------------------------ | ------------ | ----- | ----------- |
| 1    | 6    | Verenigde Staten   | Jeff Demps Darvis Patton Trell Kimmons Justin Gatlin                     | 0,250        | 37,38 | Q, NR       |
| 2    | 8    | Japan              | Ryota Yamagata Masashi Eriguchi Shinji Takahira Shota Iizuka             | 0,167        | 38,07 | Q, SB       |
| 3    | 3    | Trinidad en Tobago | Richard Thompson Marc Burns Emmanuel Callander Keston Bledman            | 0,138        | 38,10 | Q, SB       |
| 4    | 4    | Frankrijk          | Jimmy Vicaut Christophe Lemaitre Pierre-Alexis Pessonneaux Ronald Pognon | 0,177        | 38,15 | q, SB       |
| 5    | 1    | Australië          | Anthony Alozie Isaac Ntiamoah Andrew McCabe Joshua Ross                  | 0,167        | 38,17 | q, =AR      |
| 6    | 2    | Polen              | Kamil Masztak Dariusz Kuć Robert Kubaczyk Kamil Kryński                  | 0,160        | 38,31 | NR          |
| 7    | 5    | Duitsland          | Julian Reus Tobias Unger Alexander Kosenkow Lucas Jakubczyk              | 0,151        | 38,37 |             |
| 8    | 7    | Hongkong           | Tang Yik Chun Lai Chun Ho Ng Ka Fung Tsui Chi Ho                         | 0,184        | 38,61 |             |

## Finale
| Rang   | Baan | Land               | Atleten                                                                  | Reactie tijd | Tijd  | Opmerkingen |
| ------ | ---- | ------------------ | ------------------------------------------------------------------------ | ------------ | ----- | ----------- |
| Goud   | 6    | Jamaica            | Nesta Carter Michael Frater Yohan Blake Usain Bolt                       | 0,162        | 36,84 | WR          |
| Zilver | 7    | Verenigde Staten   | Trell Kimmons Justin Gatlin Tyson Gay Ryan Bailey                        | 0,154        | 37,04 | NR          |
| Brons  | 9    | Trinidad en Tobago | Keston Bledman Marc Burns Emmanuel Callender Richard Thompson            | 0,176        | 38,12 |             |
| 4      | 3    | Frankrijk          | Jimmy Vicaut Christophe Lemaitre Pierre-Alexis Pessonneaux Ronald Pognon | 0,181        | 38,16 |             |
| 5      | 4    | Japan              | Ryota Yamagata Masashi Eriguchi Shinji Takahira Shota Iizuka             | 0,162        | 38,35 |             |
| 6      | 8    | Nederland          | Brian Mariano Churandy Martina Giovanni Codrington Patrick van Luijk     | 0,171        | 38,39 |             |
| 7      | 2    | Australië          | Anthony Alozie Isaac Ntiamoah Andrew McCabe Joshua Ross                  | 0,127        | 38,43 |             |
| -      | 5    | Canada             | Gavin Smellie Oluseyi Smith Jared Connaughton Justyn Warner              | 0,155        | DQ    |             |